# Jardim Allerton

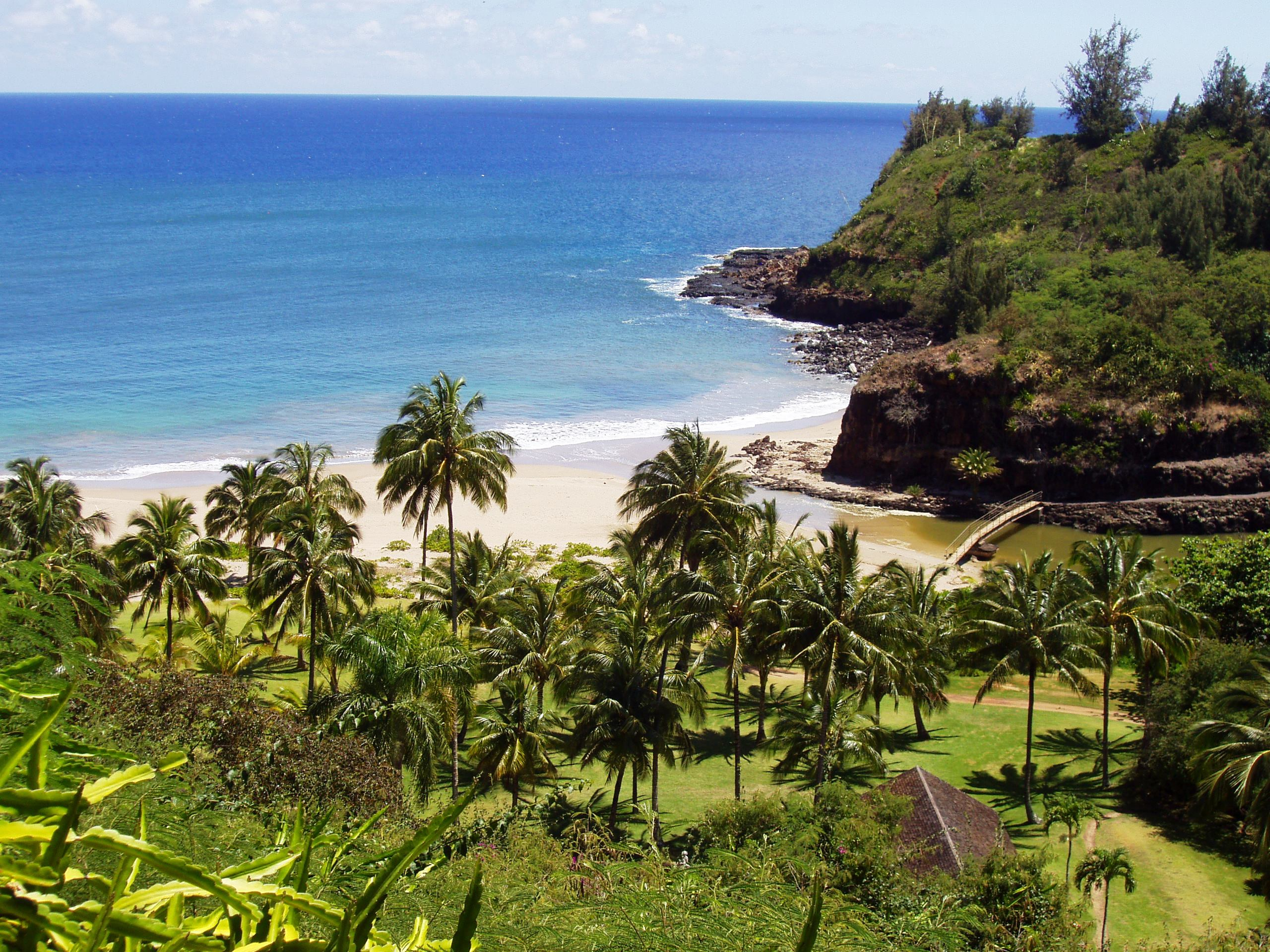
Jardim Allerton Garden, vista de cima.

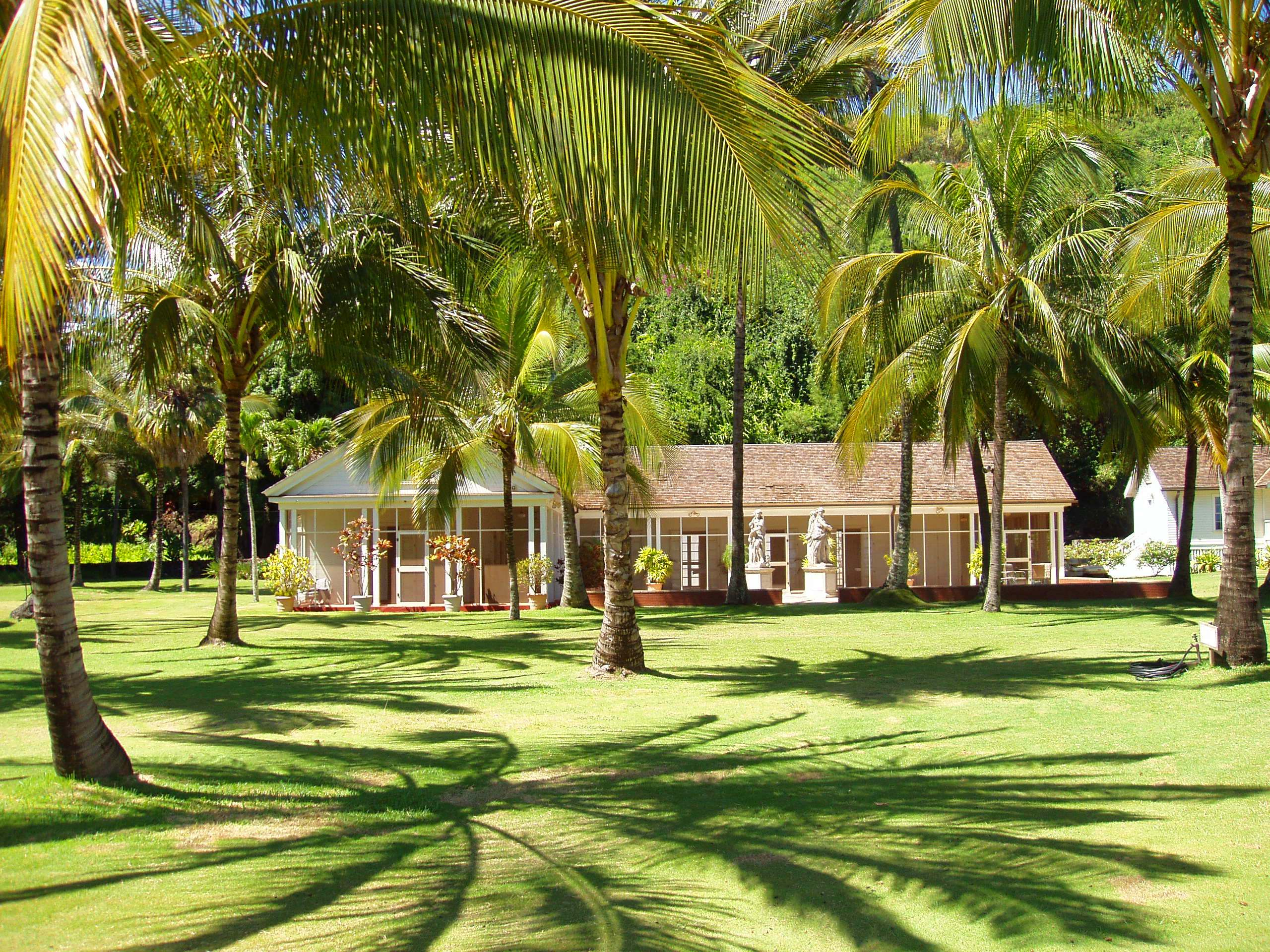
Casa de Allerton.

Jardim Allerton (庭輝く, Arutonu Garudanu), também conhecido por Lawaʻi-kai, é um jardim botânico, originalmente criado por Robert Allerton e John Gregg Allerton, localizado na costa sul de Kauai, Havaí. O jardim cobre uma área de 80 acres (320.000 m²) e está situado ao lado da Baía de Lawaʻi, em um vale atravessado pelo Rio Lawaʻi. Ele é um dos cinco jardins da empresa sem-fins-lucrativos Jardim Botânico Tropical Nacional.

## História do Jardim
A Rainha Emma do Havaí residiu no alto deste vale por um curto tempo, e uma modesta casa, que foi talvez sua residência, posteriormente foi removida para a base do vale e renovada. O inteiro vale, incluindo o que é agora o adjacente Jardim McBryde, foi comprado pela família McBryde no final do século XIX para uma plantação de cana de açúcar.
Robert Allerton, que teve uma paixão vitalícia por design de jardim, escultura e paisagismo, já a tinha exteriorizado na mansão "The Farms" e nos jardins de escultura em Illinois (agora Parque Robert Allerton). Seu filho e sócio John Gregg Allerton tinha estudado arquitetura na Universidade de Illinois nos anos 1920. Em 1938, eles foram ao Havaí e compraram um porção relativamente pequena da fazenda da Rainha Emma para residência e jardins. Eles logo começaram a desenhar o plano mestre da paisagem e dos jardins individuais, incorporando plantas havaianas e novas que eles tinham adquirido na Ásia tropical e outras Ilhas do Pacífico, elementos construídos de paisagem e esculturas de "The Farms".

## Jardim Botânico Tropical
Allerton depois se juntou a um grupo de indivíduos e organizações que foram impulsionados a criar um jardim botânico tropical no solo dos EUA. Em seu ano final antes de morrer, Allerton pode testemunhar a escritura ser concedida e a criação do Jardim Botânico Tropical do Pacífico (agora Jardim Botânico Tropical Nacional). John Gregg Allerton manteve o jardim até sua morte em 1986, então, deixando-o em Custódia. Alguns anos depois, seu gerenciamento foi assumido pelo Jardim Botânico Tropical Nacional e o jardim recebeu este nome em homenagem a seus pais fundadores.

## Passeio no Jardim
Hoje, esta bela paisagem e casas de jardim mantêm muito de suas raízes naturais de seus criadores originais. O jardim acentua a mistura de beleza natural e arte em um impressionante espetáculo de casas de jardim, lagos, cachoeiras em miniatura, fontes e estátuas.
O Jardim Allerton é aberto a visitantes. Uma taxa de entrada é cobrada.

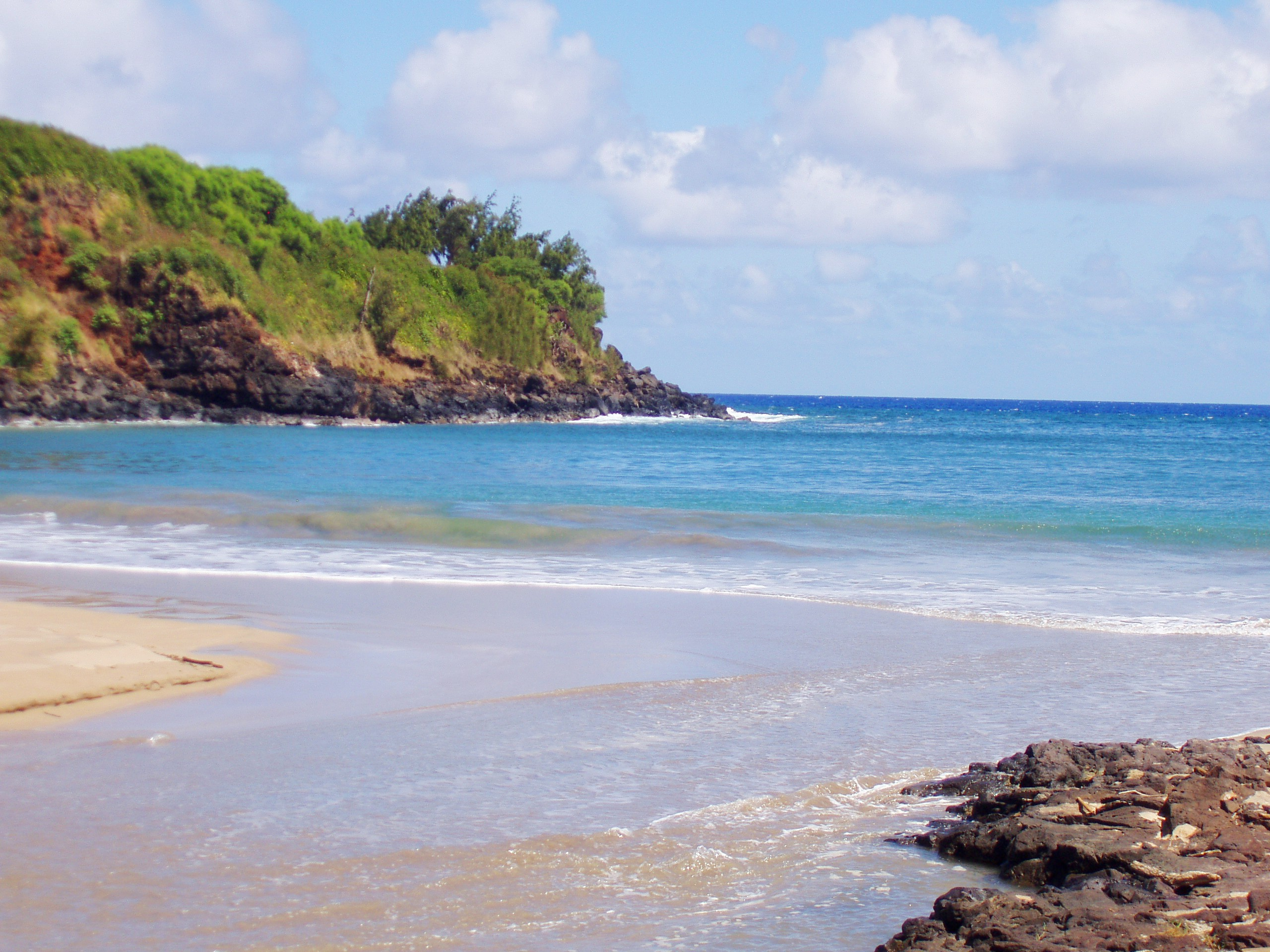
Baía de Lawaʻi
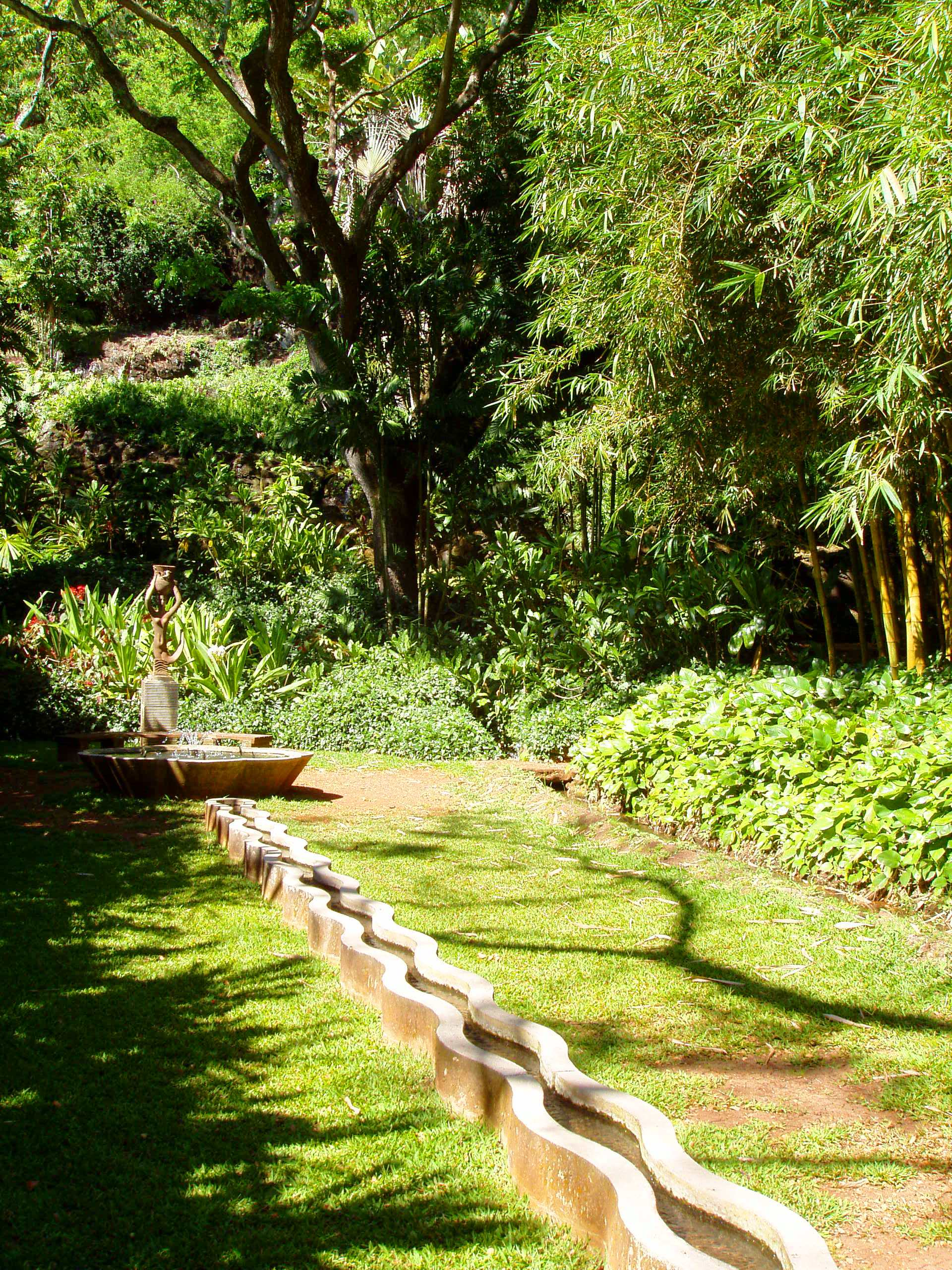
Fonte Sereia
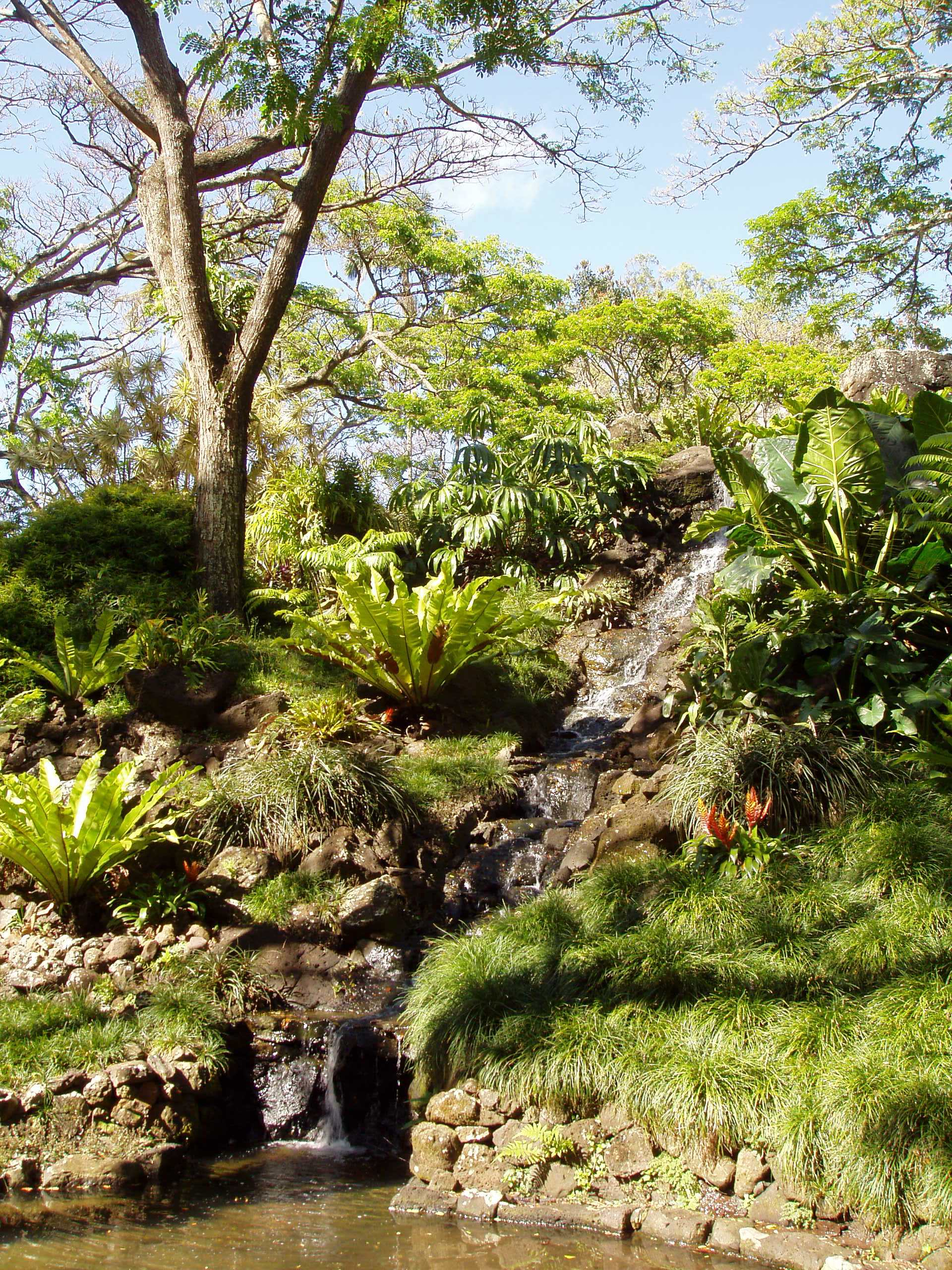
Cachoeira Diana (abaixo Fonte Diana)
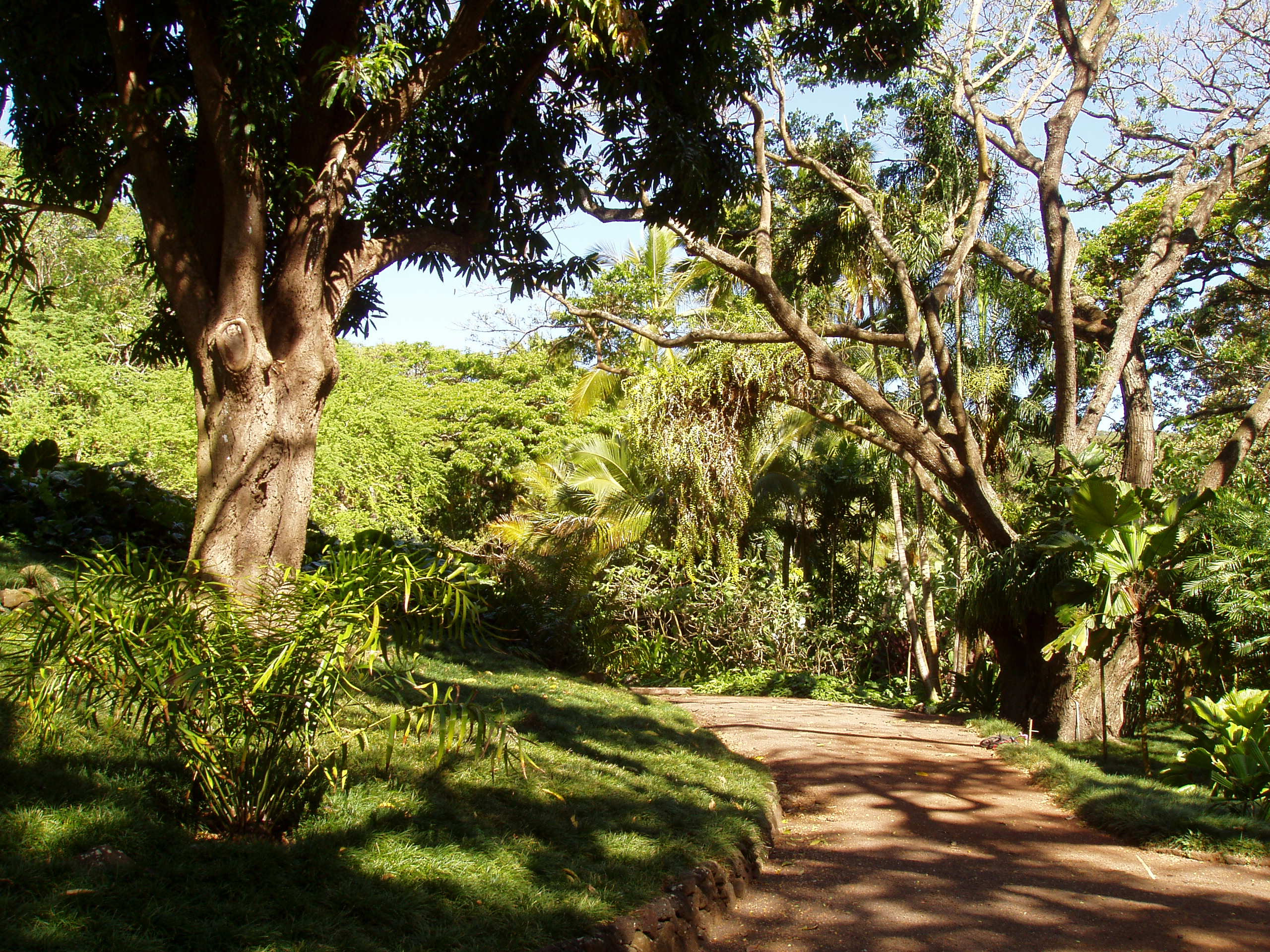
Alameda do Jardim

## Cinema e TV
Este pitoresco cenário foi usado em vários filmes e programas de TV, incluindo South Pacific, Jurassic Park, Starsky & Hutch - Justiça em Dobro e Magnum, P.I.